# Lintgen
Lintgen (luxembourgsk: Lëntgen) er en kommune og et byområde i storhertugdømmet Luxembourg. Kommunen, som har et areal på 15,25 km², ligger i kantonen Mersch i distriktet Luxembourg. I 2005 havde kommunen 2.405 indbyggere.
49°43′00″N 6°08′00″Ø / 49.7167°N 6.1333°Ø